# 石橋貴明THE強運マスターズ
『石橋貴明 THE 強運マスターズ』（いしばしたかあき ざ きょううんマスターズ）は、ABEMAが2023年11月15日より配信を開始した、石橋貴明（とんねるず）のバラエティ番組である。

## 番組概要
- 芸能界を上り詰めてきた豪華芸人が「運」を競い合う。
- 元々2021年、2022年に『石橋貴明プレミアム』内の一企画として開催されていたが、2023年から独立番組となる。

## 出演者

### ホスト
- 石橋貴明（とんねるず）

### ナレーション
- 竹内良太
- 庄司宇芽香（2023 in 韓国のみ）

## スタッフ
- ABEMA：坂上沙織、曽根田怜士、杉本卓、柳渕己奈
- 広報：原田美希、吉澤容子
- 番宣：後藤健一郎
- グラフィック：清田哲啓、大塚千尋、浦上夏帆、石橋恵理子
- KVイラスト：サイトウユウスケ
- ナレーター：竹内良太、庄司宇芽香（2023 in 韓国のみ）
- 構成：遠藤察男、小川浩之、鈴木工務店、佐藤俊明
- TD：藤田勝巳（#4）
- CAM：小田裕貴
- VE：陳尾博幸
- AUD：石原雄一
- 照明：森崎靖史
- メイク：門脇直也
- スタイリスト：中山薫
- 衣装協力：NEWYORKER
- 写真提供：iStock
- 協力：fmt、PLTWORK、三慶サービス、スタジオWELT
- Loc：伊勢本裕之、森川暢哉
- EED：平井剛
- MA：森川享祐
- 音効：石見知哉
- AD：久保田雄大、田中輝一、石郷美紅、大屋翔希
- 制作進行：内田和之
- AP：廣中ゆかり
- キャスティング：柴垣早智子
- ディレクター：石岡孝利、野村哲史、早川多祐、水上雄一朗
- 演出：鈴木靖広
- プロデューサー：安西義裕、宮村明
- 制作協力：ガッツエンターテイメント
- 製作著作：ABEMA